# Dragon Ball GT
Dragon Ball GT (ドラゴンボール GT?) es un anime creado por el estudio de animación japonés Toei Animation con ayuda inicial de Akira Toriyama. Ubicado 10 años después de la batalla contra Majin Boo y 5 años tras el final de Dragon Ball Z, es el tercer anime de la franquicia Dragon Ball. A diferencia de los dos primeros animes, no se basa en el manga original Dragon Ball de Toriyama, siendo un spin-off de la serie de anime.
Fue estrenado el 7 de febrero de 1996, y terminó el 19 de noviembre de 1997. Contó con 64 episodios y un episodio especial para televisión titulado Gokū Gaiden! Yūki no akashi wa Sì Xīngqiú. El 15 de junio de 2005 salió en Japón una caja recopilatoria especial que contenía toda la serie en 12 DVD, y entre el 6 de febrero y el 4 de junio de 2008 salieron a la venta 11 DVD individuales.
Basándose en la serie, fueron publicados dos tomos llamados Dragón Ball GT Perfect File (パーフェクトファイル lit. Archivo perfecto?) Vol. 1 y Vol. 2, libros parecidos a las Daizenshū, donde se recopila información, tal como personajes, lugares, etc.

## Argumento
La historia parte 5 años después del 28° Torneo de las Artes Marciales. Así, Dragón Ball GT se inicia cuando el anciano Pilaf y sus secuaces Mai y Shu logran encontrar las «Esferas del Dragón de Estrellas Negras» que estaban ocultas en una habitación del Templo de Kamisama, pero justo cuando llaman al dragón Shenlong rojo, inmediatamente son descubiertos por Son Goku, quien hace poco acababa su entrenamiento con Uub, la encarnación de Kid Buu. Durante una pequeña confrontación con Goku, quien había descubierto sus malvados planes de gobernar el mundo, Pilaf accidentalmente pide en voz alta el deseo de convertir a Goku en un niño, tras pedir dicho deseo al Shenlong rojo, este último se retira. Poco después, las Esferas del Dragón se dispersan por el universo entero y se enteran por parte de Kaio-Sama del norte que dichas esferas deben ser recolectadas en un plazo no mayor de un año o de lo contrario el planeta en donde se pidió el deseo, en este caso el Planeta Tierra, explotará sin remedio.
Goku, Son Goten y Trunks deciden embarcarse en la búsqueda de las «Esferas del Dragón de Estrellas Negras» para encontrarlas lo más pronto posible. Sin embargo, en el último instante antes de partir, Son Pan, nieta de Goku y Milk e hija de Son Gohan y Videl, entra en la nave y logra ponerla en marcha, dejando fuera de la misión a Goten y emprendiendo de esta forma el gran viaje junto a su abuelo y Trunks.
Durante su recorrido deben pasar por diversos planetas. Finalmente, después de vencer a cada uno de sus oponentes y reunir las Esferas del Dragón, regresan a la Tierra, la cual se encuentra dominada por un resentido ser llamado Baby, personaje malvado que desea exterminar a los Saiyajin y reconstruir su antiguo hogar, el Planeta Tsufuru, junto con sus extintos habitantes.
Un nuevo desafío surge para Goku, pues durante su viaje la población humana ha sido poseída para servir y ayudar a Baby a cumplir su principal objetivo. Una de las estrategias que utiliza Baby para dominar el planeta consiste en poseer al Saiyajin más fuerte después de Gokū, en este caso, Vegeta, encarnándose en una forma más útil para enfrentarse a quién trate de impedir su cometido. Tras una cruel, difícil y estratégica batalla, para la cual Goku tuvo que recurrir a un nuevo nivel de transformación que excede cualquier otro nivel alcanzado, el Super Saiyajin Fase 4, transformación durante la cual recupera su forma adulta, y logra finalmente eliminar a Baby. Desafortunadamente y a pesar del enorme esfuerzo, la Tierra está condenada a su inevitable destrucción, debido a que las Esferas del Dragón de Estrellas Negras fueron usadas otra vez por Baby, el cual había pedido el deseo de crear de nuevo el planeta Tsufuru y por consiguiente volvieron a dispersarse por el universo. Ante tal situación infortunada y faltando solo dos semanas de diferencia para que se cumpla el tiempo límite desde que salieron a reunirlas, Goku y los demás sugieren con la ayuda de Mr. Satán trasladar a todos los habitantes del planeta Tierra hacia el planeta Tsufuru. Durante ese plazo de tiempo y con la ayuda de las naves espaciales de la Corporación Capsula de Bulma, Gokū y el Supremo Kaibito quienes utilizan su técnica de teletransportación, consiguen evacuar a cada uno de los habitantes y animales del planeta Tierra hacia el planeta Tsufuru, antes de la inminente explosión. Justo cuando creen que han logrado su misión, Goku rápidamente nota que un niño se quedó rezagado en el planeta, debido a que este se había distraído con su perro mascota y no había abordado la nave, este sale inmediatamente en su búsqueda, pero afortunadamente este es rescatado por Pikoro y se lo entrega a Goku para que pueda usar la teletransportación, Sin embargo y debido al uso constante de la técnica, Goku se queda sin energía y pierde su transformación de Super Sayajin Fase 4 que es necesaria para usarla, pero Pikoro le transfiere parte de su energía y consigue usar la técnica. Sin embargo cuando Goku estando a salvo en la nave con el niño y su mascota, rápidamente nota que Pikoro no estaba con ellos, ya que Pikoro decidió quedarse y morir en la explosión de la Tierra para asegurarse que las Esferas del Dragón de Estrellas Negras sean destruidas de una vez por todas (debido a que dichas Esferas del Dragón fueron creadas por el Kamisama anterior a Dende, mucho antes de separarse de Pikoro Daimaku, es decir que las mismas están ligadas a Pikoro desde que se fusionó con Kamisama durante los acontecimientos de los androides). Posteriormente a la destrucción, el planeta es restaurado nuevamente con la ayuda de las Esferas del Dragón del Planeta Namekusei.
Un breve período de armonía y paz sucede e incluso se realiza un nuevo Torneo de las Artes Marciales. En ese momento las Esferas del Dragón estaban sufriendo un cambio, sin que nadie logre percatarse de ello. En el infierno, el Dr. Myu, el creador de Baby, se une con el Dr. Gero, el creador de Cell para crear un nuevo androide bajo su control completo, el #17, el cual combinando su poder con su contraparte de la Tierra logra abrir un portal que permite a él y los demás muertos atravesar hasta la recién reconstruida Tierra, logrando unirse con el #17 original y creando así al Súper #17; como parte de su plan engañan a Goku para que atraviese el portal y es encerrado en el infierno. Este nuevo rival mata a Krilin, e intenta fusionarse con #18, aunque no puede matarla cuando ella lo rechaza. Goku va al infierno para derrotar al causante de este problema pero al llegar, el Dr. Gero y el Dr. Myu escapan junto a #17 dejando a Goku encerrado en el Infierno. Allí Gokú se enfrenta a 2 viejos enemigos, Cell y Freezer, los cuales buscaban venganza, luego de varios intentos para vencerlos, Goku los congela en el fondo del infierno.
Pikoro, quien se ha ganado un lugar en el paraíso por su sacrificio, renuncia a su lugar para ser condenado al infierno y desde allí abrir el portal junto a Dende imitando el método que ambos androides usaron. Goku, tras regresar gracias a la ayuda de Pikoro, puede en última instancia derrotar a Súper #17 con la ayuda de #18, mientras que el Dr. Gero y el Dr. Myu terminan siendo traicionados y eliminados por su propia creación.
Cuando Shenlong es convocado de nuevo para revivir a todos los que murieron en el ataque de Súper #17 e incluyendo Krilin, las Esferas del Dragón se agrietan y un dragón extraño y oscuro aparece en su lugar. Este se divide en siete Dragones Malignos, cada uno con una Esfera del Dragón agrietada en alguna parte de su cuerpo. Goku, con ayuda de su nieta Pan, luchan incansablemente para erradicar estos misteriosos dragones y purificar las esferas en el proceso, con la excepción del Dragón de Cuatro Estrellas, quien a pesar de todo se muestra como un rival noble y honorable, pero muere a manos de su hermano, el Dragón de Una Estrella, el más poderoso y malvado de todos. Después que seis de los siete dragones son derrotados, el Dragón de Una Estrella absorbe las otras Esferas del Dragón para aumentar su poder, transformando en el Súper Dragón de Una Estrella. Goku lo derrota después de la batalla más difícil de su vida, incluyendo la Danza de la Fusión con Vegeta que tiene éxito, por lo que al percibir que son superiores al Súper Dragón de Una Estrella logran exterminarlo con la técnica Ultra Big Bang Kame-Hame Ha. Pero éste se regenera y a punto de derrotarlo, la fusión en Super Gogeta 4 se deshace, Goku y Vegeta agotan su tiempo como fase 4 y deben continuar combatiendo con la ayuda del resto de los Guerreros Z y sus aliados a un enemigo que los supera fácilmente. Cuando el súper dragón maligno decide destruir el mundo, Gokú detiene el ataque con su cuerpo salvando el mundo y posteriormente realiza una Ultra Genkidama con la energía de todos los habitantes del universo derrotando de forma definitiva al poderoso súper dragón maligno.
Tras todos estos acontecimientos, el verdadero Shenlong se manifiesta, confirmando que no se concederán más deseos durante mucho tiempo, ya que la Tierra ha dependido en gran medida de las Esferas del Dragón. Sin embargo, Goku hace un pacto comercial para pedir un último deseo adicional, con el que decide revivir a todos los humanos que murieron durante la conexión del Infierno con la Tierra y también durante el ataque de Super #17 y la aparición de los Dragones Malignos, pero no reconstruir el planeta, ya que quiere que esta tarea sea una prueba para que los humanos demuestren que poseen la fuerza para superar la adversidad y sin depender del poder de las esferas; finalmente revela que debe acompañar al dios dragón e irse. Tras su despedida, Pan encuentra los restos de la ropa de su abuelo en el lugar del ataque y junto con Vegeta comprenden que Goku se había negado a dejar de luchar hasta haber salvado la Tierra. Antes de partir, Goku viaja alrededor del mundo despidiéndose de todos los amigos que conoció en su vida, aunque solo el Maestro Muten Roshi (Kame Sen'nin) y Piccolo entienden que ya no está vivo; luego de esto, mientras asciende a las alturas, las siete Dragon Balls se fusionan con su cuerpo y desaparece junto a Shenlong básicamente Goku se convierte en una figura ascendida.
Cien años después Pan, ya anciana, se sienta en las tribunas del Torneo de las Artes Marciales para animar a su tataranieto, Son Gokū Jr., el cual cuenta con una gran semejanza física a Gokū de pequeño. Son Gokū Jr. se enfrenta al directo descendiente y tatara-tataranieto de Vegeta, Vegeta Jr., mientras Pan observa el enfrentamiento, logra percibir la presencia de su abuelo Goku ya adulto entre el público quien mira con orgullo la pelea de ambos muchachos. Aunque ella intenta seguirlo, él simplemente desaparece, siendo esta su última despedida antes de ascender a las alturas montado sobre su inseparable Nube Voladora (nube Kinto) y portando el tradicional Báculo Sagrado (Nyoibō), elementos que fueron sus acompañantes durante toda su infancia.

## Personajes principales
- Son Gokū: protagonista de la serie, fue convertido en niño por un deseo accidental de Pilaf utilizando las Dragon Balls de Estrellas Negras. Por ello deberá embarcarse en un viaje por el universo con la intención de recolectar las Dragon Balls de estrellas negras en menos de un año o de lo contrario la Tierra se desintegrara sin remedio.
- Trunks: hijo de Vegeta y Bulma, uno de los elegidos para acompañar a Gokū en el viaje.
- Pan: la hija de Gohan y Videl y nieta de Gokū y Chi-Chi logra esconderse en la nave acompañándolos finalmente en el viaje.
- Vegeta: el Principe Saiyajin y rival de Gokū, se queda en la Tierra mientras él viaja, es atacado y poseído por Baby con la intención de destruir a Gokū y todos los Saiyajin.
- Giru: es un robot que Gokū y compañía encuentran en la nave espacial casi sin energía durante la búsqueda de las Dragon Balls de estrellas negras. Al comerse el Radar del Dragón para alimentarse obtiene la habilidad de detectar las esferas. Él acompaña a los héroes ya que al poseer ahora el radar del dragón, es la única forma de encontrar las Dragon Balls de Estrellas Negras.

## Producción
En 1995, Akira Toriyama decidió terminar de ilustrar el manga, por lo que Toei Animation se quedó sin la fuente original para continuar la serie. Dada la popularidad de Dragón Ball y la negativa del autor por continuar la serie, Toei tomó el proyecto en sus manos y creó una continuación. Sin embargo, fue Toriyama quien creó el título Dragon Ball GT, donde GT significa Grand Tour (Gran Viaje). La serie duró poco más de un año al aire, esto se lo ameritan algunos a baja popularidad.
El término GT del título se debe a que el anime estuvo originalmente previsto como un viaje con sus personajes en el espacio exterior. Otros nombres que se tuvieron en cuenta para titular la serie fueron Dragón Ball 21, Dragón Ball Z2, Dragón Ball WW (respecto al término, Wonder World / Mundo maravilloso) y Dragón Ball G-up (Growing up / Creciendo).

## Doblaje y transmisión en otros países
Al igual que sus predecesoras, Dragon Ball y Dragon Ball Z, la serie fue doblada en el País Vasco por ETB1, en Cataluña por TV3 y en Galicia por TVG. En el resto de España por Alta Frecuencia Sevilla España y en México por Intertrack S.A. de C.V. México y ha sido transmitida en diversos canales en toda América Latina y España.

## Datos técnicos de doblaje

### Hispanoamérica
- Producción: Cloverway
- Estudio de doblaje: Intertrack
- Traducción: Brenda Nava
- Ingeniería de grabación: Enrique Gutiérrez Hernández
- Dirección y adaptación musical: Loretta Santini
- Adaptación: Brenda Nava, Gloria Rocha
- Dirección: Gloria Rocha

## Banda sonora
El anime, como tema de apertura (también conocido como opening), usa la canción Dan Dan Kokoro Hikareteku (DAN DAN 心魅かれてく?) interpretada por Field of View. Como tema de clausura (o ending) usa 4 melodías: Hitori Ja Nai (ひとりじゃない?  No estoy solo) interpretada por Deen, Don't you see! interpretada por Zard, Blue Velvet interpretada por Shizuka Kudō y Sabitsuita Machine Gun de Ima o Uchinukō (錆びついたマシンガンで今を撃ち抜こう Sabitsuita Mashingan de Ima o Uchinukō?, Crucemos este momento con una metralleta herrumbrada) interpretada por Wands. La música de fondo fue compuesta por Akihito Tokunaga.

### Tema de apertura
- « DAN DAN Kokoro Hikareteku »: Episodio 1 ~ Episodio 64

### Tema de apertura en Japonés
- «Hitori ja Nai»: Episodios 1 ~ Episodio 26

### Tema de apertura Chile que es casi igual que el original
- Álvaro Veliz »: Me Cautiva Tu Sonrisa »: Episodio 1 ~ Episodio ? (Dragon Ball GT)

### Temas de cierre
- «Don't you see!»: Episodio 27 ~ Episodio 41
- «Blue Velvet»: Episodio 42 ~ Episodio 50
- «Sabitsuita Machinegun de Ima o Uchinukō»: Episodio 51 ~ Episodio 63
- «DAN DAN Kokoro Hikareteku»: Episodio 64
- Álvaro Veliz Solo Ya No Quiero Estar

## Aportes de Toriyama a la serie
Pese a que Akira Toriyama no quiso continuar con la serialización del manga, por petición de Toei Animation ayudó en el inicio de este proyecto animado con varios detalles, aunque solo aportó con el diseño de los personajes, máquinas principales, tres artes conceptuales, el diseño y título de la serie, siendo así el anime donde menos contribuyó.
Según ha declarado, a la hora de realizar los diseños que Toei Animation le solicitó para la serie, se sentía «un poco reticente» y «sin mucho entusiasmo», ya que acababa de poner fin al manga, aunque se sentía «agradecido» de que continuaran la historia. Manifestó también que a partir de ese momento vería la nueva serie «como todos los demás». Toriyama se refirió al anime textualmente como una «gran side-story del Dragon Ball original».

## Incongruencias con la obra de Toriyama
Aunque Dragon Ball GT intentó seguir y respetar fielmente los planteamientos argumentales expuestos en el manga de Akira Toriyama hubo elementos en su trama que contradecían o ignoraban algunos otros expuestos en la obra inicial.
- Trunks asegura que el androide 17 tiene el mismo Ki que el androide 18, pero en Dragon ball Z se afirmó que los androides no poseen Ki,[19] y que tienen energía ilimitada.

- Durante la saga de Cell se recalcó en diversas ocasiones que la fusión de Piccolo y Kamisama pondría fin a la existencia de lo que este hubiese creado, cosa que se demostró cuando, al reunificarse, fue necesario llevar a Dende a la Tierra para que fuese su sucesor y creara unas nuevas esferas. Esto fue obviado por los creadores de esta serie ya que aunque Kamisama había dejado de existir hacía muchos años, las esferas definitivas aun se mantenían intactas.

- En paralelo a lo anterior, se menciona que las Dragon Balls Definitivas fueron creadas por el hijo de Kattatsu antes de expulsar su lado maligno. Sin embargo Piccolo Daimao, que poseía los mismos recuerdos del original hasta el momento de su separación, desconocía la existencia de las esferas hasta después que Pilaf lo liberó y se las mencionó.

- Pilaf y su pandilla muestran un envejecimiento mucho más pronunciado de lo que corresponde a su edad según la cronología oficial.[20]

- Vegeta reconoce el ki de los tsufurujins a pesar de que nació mucho después del exterminio de esa raza y solo aprendió a sentir el ki de los demás siendo adulto.

- Bra, la hija de Vegeta y Bulma, nace un año después que Pan la nieta de Goku según la saga original y la cronología oficial, sin embargo en esta serie se la muestra como una adolescente varios años mayor que Pan e incluso mayor que Marron, la hija de Krillin, quien es mayor que ambas.[20]

- Originalmente tras pedir un deseo, las Dragon Balls se petrificaban por un año, por lo que era necesario esperar este tiempo para que el radar las detectara y poder buscarlas. En esta serie las esferas se mantenían vigentes a pesar de haber sido usadas.

- La combinación de poder de Goku, Vegeta y Majin Boo fue tan intensa que Rō Kaiō Shin los autorizó a pelear en su planeta ya que otros mundos no resistirán semejante poder; sin embargo durante la pelea contra el Dragón de Una Estrella los involucrados mostraron un despliegue de poder mucho mayor, pero estos no llegaron a dañar más que la superficie de la Tierra.

- Según el propio Toriyama, Pan no sería capaz de alcanzar la transformación Super Saiyajin ya que al ser nieta de Goku su sangre estaba demasiado diluida; sin embargo en el epílogo de esta saga aparecen descendientes de Gokú y Vegeta, que a pesar de tener más de seis generaciones de diferencia con los originales pueden transformarse aún más fácilmente que los saiyajines puros.[21]

- En esta serie Krilin muestra un envejecimiento mucho más avanzado que Yamcha, Tenshinhan o Bulma a pesar de ser menor que ellos.[22]